# Haus der 1000 Leichen
Haus der 1000 Leichen ist ein 2002 gedrehter Horrorfilm, der von Andy Gould produziert wurde. Die Regie führte der Regisseur und Musiker Rob Zombie, der ebenfalls das Drehbuch schrieb und den kompletten Soundtrack für den Film erstellte. Es ist das Erstlingswerk von Rob Zombie als Filmregisseur, dem als zusammenhängende Trilogie 2005 der Film The Devil’s Rejects und 2019 die Fortsetzung 3 from Hell folgten.

## Handlung
Vier Jugendliche sind mit dem Auto auf den Straßen Amerikas unterwegs. Als ihnen das Benzin ausgeht, sind sie gezwungen, an der Tankstelle von Captain Spaulding zu halten, der nebenbei auch noch ein Monstrositäten-Museum, bzw. eine Freakshow betreibt. Jerry beschließt, für sich und seine Freunde Eintrittskarten für dieses Museum zu kaufen. Dabei erzählt ihnen Captain Spaulding, der vor allem durch seine eigenartige Kleidung auffällt, da er beruflich ein Clownskostüm trägt, von dem ehemaligen ortsansässigen Serienkiller Dr. Satan. Jerry ist davon begeistert und überredet die anderen, sich auf die Suche nach einem Baum zu machen, an dem Dr. Satan vorgeblich gehängt wurde. Auf dem Weg dorthin nehmen sie eine attraktive Anhalterin in ihrem Auto mit und landen wegen einer Autopanne im Haus der Familie Firefly, deren Mitglieder anfangs zwar seltsam, aber nicht bedrohlich wirken.
In der Nacht von Halloween werden die Jugendlichen von den Psychopathen gefoltert und ermordet. Haus der 1000 Leichen nimmt ein Ende, das sich mit dem Anfang des Films zu einer Art Spirale zusammenschließt und darauf schließen lässt, dass das Morden weitergehen wird.

## Hintergrund
- Der Film erschien 2003 bereits in der ab 18 Jahren freigegebenen Fassung ungeschnitten in den deutschen Kinos und später sowohl in einer stark geschnittenen FSK-18-Fassung, die in Kaufhäusern ausgelegt wurde, wie auch in einer Fassung mit SPIO/JK-Zeichen, die identisch mit der Kinofassung ist. Im Herbst 2018 wurde die Indizierung aufgehoben.
- Rob Zombie greift typische Merkmale des Horror- und Splatterfilms auf und zitiert – nicht zuletzt in der Wahl seiner Darsteller – diverse andere Genrefilme. Ähnlich wie in Natural Born Killers (1994) etwa wird häufig im Millisekundentakt geschnitten oder ein Negativeffekt eingesetzt.
- Die Hauptrollen sind nach Groucho-Marx-Filmfiguren benannt.
- Im Film finden sich diverse Anspielung auf das "Dark Universe" von Universal Pictures. Beispielsweise sind im Laden von Captain Spaulding verschiedene Köpfe der Kreaturen auf einem Regal ausgestellt (Wolfsmensch, Fischmann etc.). Unter anderem ist im Raum mit dem gefolterten Jerry ein großes Wandplakat von "Creature from the Black Lagoon".
- Am Anfang des Films nach dem Raubüberfall und dem Vorspann, bei dem der Song House of 1000 Corpses von Rob Zombie erklingt, fährt nachts ein kleiner Lastwagen vorbei, auf dessen Ladefläche ein weißes Plakat steht, auf dem man den Satz God is Dead lesen kann. Dabei handelt es sich um das berühmte Zitat „Gott ist tot“ des deutschen Philosophen Friedrich Nietzsche.
- In der Szene, in der Jerry, verkörpert von Chris Hardwick, nachts im fahrenden Auto in einer Publikation blättert und schwarzweiße Frauenportraits betrachtet, sagt Jerry: „Ein paar von diesen Manson Girls sind echt heiße Teile. Hier, das ist Squeaky, mit der könnte man doch was klar machen.“ Dabei bezieht er sich auf die weiblichen Mitglieder der mörderischen und sektenähnlichen Manson Family um den Serienmörder Charles Manson (1934–2017).
- Als der Psychopath Otis den Besucher Bill, gespielt von Rainn Wilson, mit einem Rasiermesser und einem Beil foltert, hört man den Soul-Song Brick House von The Commodores, in einer Interpretation von Rob Zombie. In der besagten Szene tanzt das blonde Psycho-Mädchen Baby, verkörpert von Sheri Moon Zombie, dazu lasziv im Hintergrund. Am Ende des Films erklingt im Abspann erneut das Stück Brick House, das mit seiner positiv-beschwingten Klangfarbe im Kontrast zur dunkel-verstörenden Atmosphäre des Horrorfilms steht.

### Synchronisation
Die deutsche Synchronfassung entstand bei der DMT Digital Media Technologie, Hamburg. Henning Stegelmann schrieb das Dialogbuch und führte Regie.
| Rolle                    | Darsteller         | Synchronsprecher  |
| ------------------------ | ------------------ | ----------------- |
| Captain Spaulding        | Sid Haig           | Wolf Frass        |
| Otis B. Driftwood        | Bill Moseley       | Marco Kröger      |
| Baby                     | Sheri Moon Zombie  | Jennifer Böttcher |
| Mother Firefly           | Karen Black        | Gisela Fritsch    |
| Jerry Goldsmith          | Chris Hardwick     | Martin Lohmann    |
| Denise Willis            | Erin Daniels       | Loretta Stern     |
| Mary Knowles             | Jennifer Jostyn    | Angela Quast      |
| Bill Hudley              | Rainn Wilson       | Christian Stark   |
| Deputy Steve Naish       | Walton Goggins     | Sascha Draeger    |
| Lieutenant George Wydell | Tom Towles         | Eberhard Haar     |
| Stucky                   | Michael J. Pollard | Eckart Dux        |

## Kritiken
- Frank Scheck (The Hollywood Reporter) schrieb, dass der Film vom Geist, aber nicht von der Qualität seiner Vorbilder lebe.[3]
- In JoBlo.com hieß es, der Film enthalte die richtige Mischung aus gruseliger Atmosphäre, nervösem Lachen und billigem Schrecken, um Fans des Makaberen zufriedenzustimmen.[4]
- Clint Morris (Film Threat) verriss den Film. Der Film sei eine Verschwendung von 1½ Stunden und man würde vergeblich auf eine Handlung warten.[5]
- James Brundage (Filmcritic.com) monierte, der Film sei weder ein guter Horrorfilm, noch eine Satire. Die Schreckensbilder würden auf Dauer langweilen und der Film arbeite mit billigen Tricks. Es würde sich nicht lohnen, ihn anzusehen.[6] „Haus der 1000 Leichen ist wahrscheinlich der ungruseligste Gruselfilm, den ich je gesehen habe.“
- Cinema urteilte: „Dass die vertraute Story holprig wirkt, ist nicht nur auf die 17 fehlenden Minuten der Kinofassung zurückzuführen. Es liegt auch an der ungestümen Inszenierung des Horrorfans Zombie. In einem schrillen Mix aus Genrezitaten, wirren Filmformatwechseln und eingespielten Szenen klassischer Gruselfilme schwelgt Zombie in Splatter-Exzessen. Trotz übertriebener Experimentierfreude gelingen ihm verstörend-geniale Bilder, speziell im Finale. Das sieht aus, als hätte Apokalypsen-Maler Hieronymus Bosch ein Marilyn-Manson-Video inszeniert. Fazit: Der ‚Natural Born Killers‘ unter den Horrorfilmen! Bizarre Tour de force für Fans des Genres.“[7]
- Fritz Göttler von der Süddeutschen Zeitung beurteilt den Film als „wild, aggressiv, blutig, rücksichts- und geschmacklos. Die Gewalt der degenerierten Monster, der Schlächter und der Kannibalen, ist diesmal defensiv. Sie wehren sich dagegen, zum Schauobjekt gemacht zu werden, zum Studienobjekt besser gesagt, der akademischen Form des Exhibitionismus.“
- Lexikon des internationalen Films: „Abstoßender Horrorfilm, der sich auf die harten Horror-Thriller der 1970er-Jahre beruft, ohne je deren formale Dichte zu erreichen. Das blutrünstige Panoptikum von Zitaten, skurrilen Gestalten und bizarren Grausamkeiten zeigt kein Interesse an den Figuren, die wie Schlachtvieh behandelt werden.“
- Guylaine Cadorette von hollywood.com: „Haus der 1000 Leichen fehlt es an Schrecken und Spannung, zwei vitale Elemente in jedem guten Horrorthriller. Aber während er daran scheitert, zu erschrecken, erregt er erfolgreich Übelkeit.“
- Walter Chaw von Film Freak Central: „Ein seltener Film, der sich um Kultstatus bemüht und ihn höchstwahrscheinlich erlangen wird.“
- Peter Müller von der Berliner Morgenpost sieht Haus der 1000 Leichen als „ambitionierte Nichtigkeit eines B-Picture-verliebten Gothic-Gurus, der die meiste Zeit seines Lebens in langen Nächten voller Metal-Musik, Hardcore-Comics und Horrorfilme verbrachte. Außer sattsam ausgereizten Effekten, fantasievoll ekligen Kulissen und hektisch geschnittenen, technisch verfremdeten Bildern hat der Film nichts zu bieten.“

## Auszeichnungen
- Der Film gewann den portugiesischen Filmpreis Fantasporto in der Kategorie Beste Spezialeffekte und war für den Besten Film nominiert.

## Fortsetzung
2005 entstand die Fortsetzung The Devil’s Rejects, in der drei Mitglieder der Psychopathenfamilie die Hauptrollen spielen.

## Soundtrack
2003 erschien ein Soundtrack von Rob Zombie mit 25 Titeln sowie einigen Dialog-Ausschnitten.
1. Howdy Folks
2. House Of 1000 Corpses
3. Saddle Up The Mule
4. Everybody Scream
5. Stuck In The Mud
6. Holy Miss Moley
7. Who’s Gonna Mow Your Grass?
8. Run, Rabbit, Run
9. Into The Pit
10. Something For You Men
11. I Wanna Be Loved By You
12. Pussy Liquor
13. Scarecrow Attack
14. My Baby Boy
15. Now I Wanna Sniff Some Glue
16. Investigation And The Smokehouse
17. The Bigger The Cushion
18. I Remember You
19. Drive Out The Rabbit
20. Mary’s Escape
21. Little Piggy
22. Ain’t The Only Thing Tasty
23. Dr. Satan
24. Brick House 2003
25. To The House